# Салта
Салта (шп. Salta) је град у Аргентини у покрајини Салта. Према процени из 2005. у граду је живело 503.693 становника.

## Становништво
Према процени, у граду је 2005. живело 503.693 становника.
| 1980.   | 1991.   | 2001.   |
| ------- | ------- | ------- |
| 260.744 | 367.550 | 462.051 |